# Bertrand I. Halperin
Bertrand I. Halperin (Brooklyn, 6 de desembre de 1941) és "Professor Hollis" de matemàtiques i filosofia natural al Departament de física de la Universitat Harvard.
Va créixer als Crown Heights, Brooklyn. Va ingressar en la Universitat Harvard (classe de 1961), i va realitzar el seu treball de graduació en la de Berkeley amb John J. Hopfield (PhD 1965).
Durant la dècada de 1970, juntament amb David R. Nelson, va treballar elaborant una teoria de fusió de dues dimensions, la predicció de la fase hexagonal abans que fos observat experimentalment per Pindak et al.
En la dècada de 1980, va fer contribucions a la teoria de l'Efecte Hall quàntic integral i fraccional. El seu recent interès es troben en la zona de forta interacció d'electrons sota dimensional. En 2001, va rebre el Premi Lars Onsager. En 2003, ell i Anthony J. Leggett van ser guardonats amb el Premi Wolf de física.